# Espeja de San Marcelino
Espeja de San Marcelino è un comune spagnolo di 248 abitanti situato nella comunità autonoma di Castiglia e León.